# Pollice verso (Gérôme)
Pour l'expression latine, voir Pollice verso.
Pollice Verso  (« Pouce vers le bas ») est un tableau du peintre français Jean-Léon Gérôme réalisé en 1872. Cette huile sur toile, de style académique, est conservée au Phoenix Art Museum États-Unis de Phoenix, aux États-Unis.
Ce tableau aurait inspiré une scène du film Quo vadis ? (1913) d'Enrico Guazzoni, et c'est en voyant une copie de cette peinture exposée aux États-Unis que Ridley Scott aurait envisagé de réaliser son péplum Gladiator (2000).

## Description

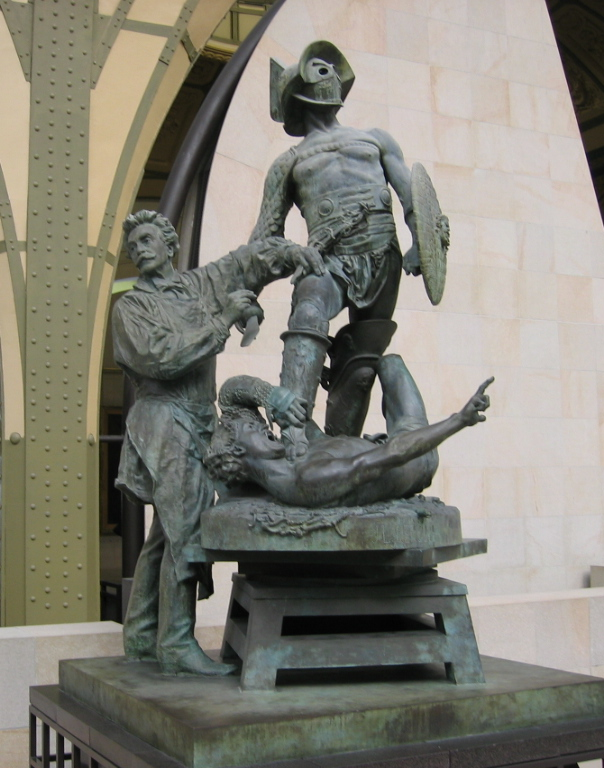
Jean-Léon Gérôme et Aimé Morot, Gérôme exécutant “Les Gladiateurs” (entre 1878 et 1909), Paris, musée d'Orsay. Groupe en bronze représentant les personnages du Pollice verso sculptés par l'artiste.

Un gladiateur armé d'un casque, d'une courte épée et d'un bouclier, presse de son pied la carotide d'un jeune rétiaire terrassé, dont le doigt tendu implore grâce. À côté de la loge impériale, les vestales et la foule réclament la mort en tournant le pouce vers le bas (pollice verso).
Avec une précision réaliste, Gérôme a peint minutieusement les armures des gladiateurs et a précisé les traits de lumière filtrant par les ouvertures des velaria. Il s'est inspiré du mausolée de Glanum pour le décor du panneau du podium. Le peintre a également développé la mythologie des munera (comme dans son tableau Ave Caesar Morituri te salutant) : jugement du public voyeuriste savourant son pouvoir de vie ou de mort apparent (avec le pouce levé et abaissé), tribune officielle avec l'empereur cynique qui manipule les masses. En réalité, Gérôme mêle dans son tableau cinq siècles de gladiature et interprète mal les sources antiques. Les spectateurs voulaient assister à de belles passes d’arme entre des gladiateurs qui combattaient par paires, et ne venaient pas voir des hommes s'entre-tuer, même si, avec l'excitation, ils pouvaient réclamer du sang. Des paris (les sponsiones) étaient échangés, si bien qu'un instructeur se trouvait derrière les gladiateurs et, de peur que le combat ne soit arrangé en faveur d'un pari, criait aux lorarii (littéralement les « fouettards » prêts à stimuler les gladiateurs réticents avec des coups de fouet — lora —, d'arme blanche ou des fers brûlants), « Jugula ! Verbera ! Ure ! » (« Égorge, frappe, brûle ! »). 

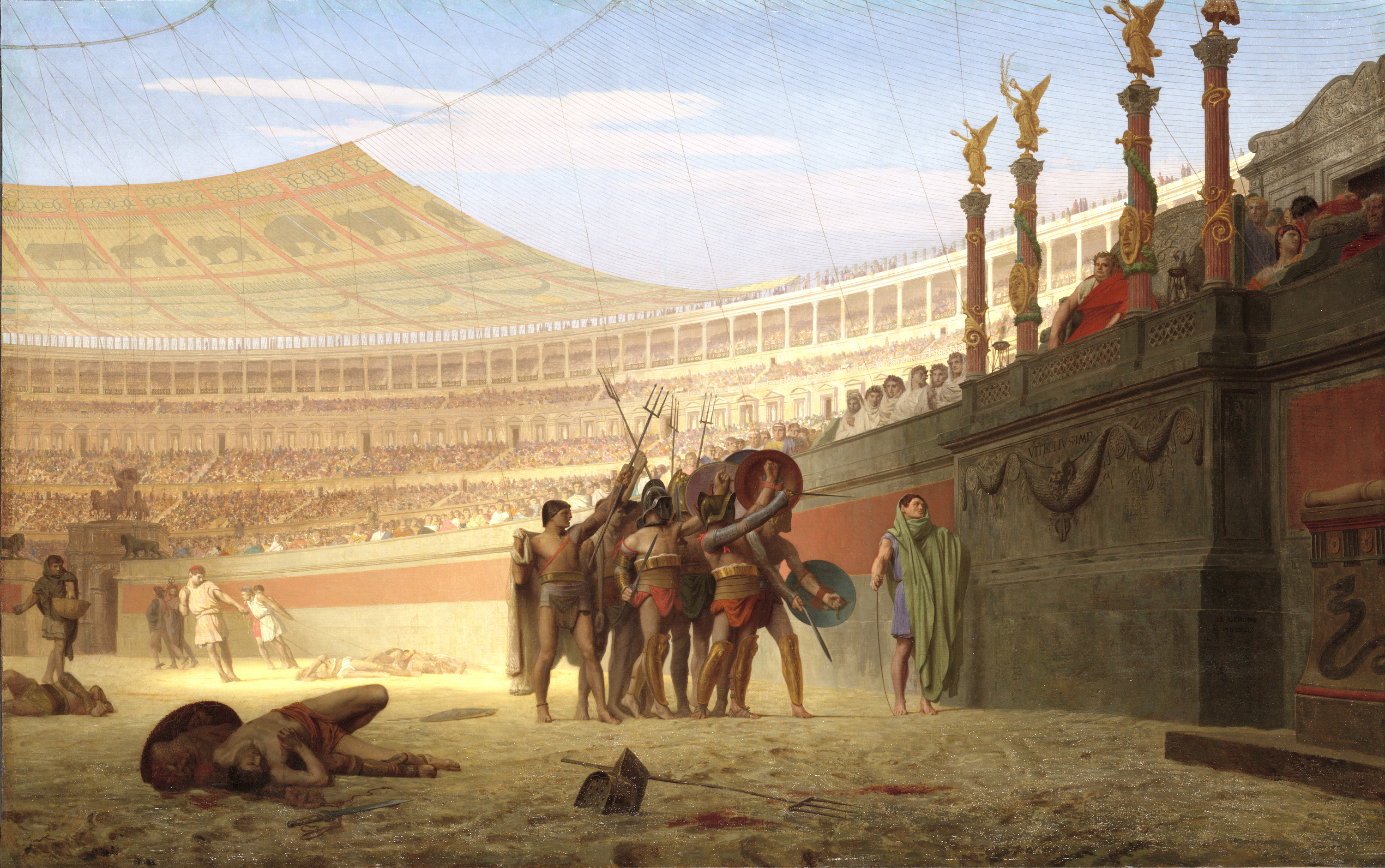
Pollice Verso peut être mis en relief avec Ave Caesar morituri te salutant (1859, Yale University Art Gallery).

Lorsqu'un combattant était blessé et incapable de continuer la lutte, il déposait ses armes, s'allongeait sur le dos et levait la main gauche pour demander grâce. Les spectateurs s'écriaient « Habet ! » ou « Hoc habet ! » (littéralement « Il en a ! », « Il en tient ! » sous-entendu du fer, pour signifier qu'il a son compte), ce qui appelait les arbitres à interrompre le combat. L'organisateur des jeux (appelé editor), souvent l'empereur prenait sa décision, généralement après avis du public (lequel criait mitte ou missum « laisse-le », jugula « égorge-le » ou stante missi « renvoyé debout », signifiant match nul), qui était adressée à l'arbitre, ce dernier la communiquant au gladiateur vainqueur. L'editor décidait également en fonction de ses moyens, car une vedette coûtait très cher, et si elle était mise à mort, il devait rembourser le laniste, ce qui explique que cette décision était peu fréquente : il a été estimé que chaque gladiateur risquait une fois sur dix d’être égorgé.
L'artiste choisit d'interpréter le mot latin verso (tourné) comme « tourné vers le bas ». Les textes de l'Antiquité, ceux de Juvénal et de l'auteur chrétien Prudence en particulier, évoquent bien le peuple en train d'ordonner la mort d'un gladiateur « en renversant le pouce » (en latin : verso pollice) ; mais certains latinistes interprètent plutôt ces deux mots comme « le pouce tendu », voire  « le doigt pointé » vers le gladiateur qu'on voulait voir mourir. Il est en effet difficile d'imaginer les organisateurs des jeux dans de grandes arènes comme pouvant décompter les gens tournant le pouce vers le haut ou vers le bas. Le signe de mort, bien plus visible de tous, était peut-être un ou plusieurs doigts tendus (symbole de la lame blanche, de la mort) vers le vaincu ou un geste différent selon les arènes  tandis que le signe de grâce, selon un texte de Martial interprété par Éric Teyssier, serait des tissus (mouchoir, foulard) agités par les spectateurs.
L’auteur latin Festus Grammaticus nous rapporte une chanson entonnée par le rétiaire, adversaire traditionnel du mirmillon, qui criait dans les arènes : « Pourquoi fuis-tu Gaulois, ce n’est pas à toi que j’en veux, c’est à ton poisson » (Non te peto, piscem peto. Quid me fugis, Galle ?). C'est pourquoi Gérôme, dans son tableau, fait figurer un poisson sur le devant du casque du mirmillon triomphant.
La signature de l'auteur se trouve sur le mur en bas à droite : J.L.GEROME.

## Postérité

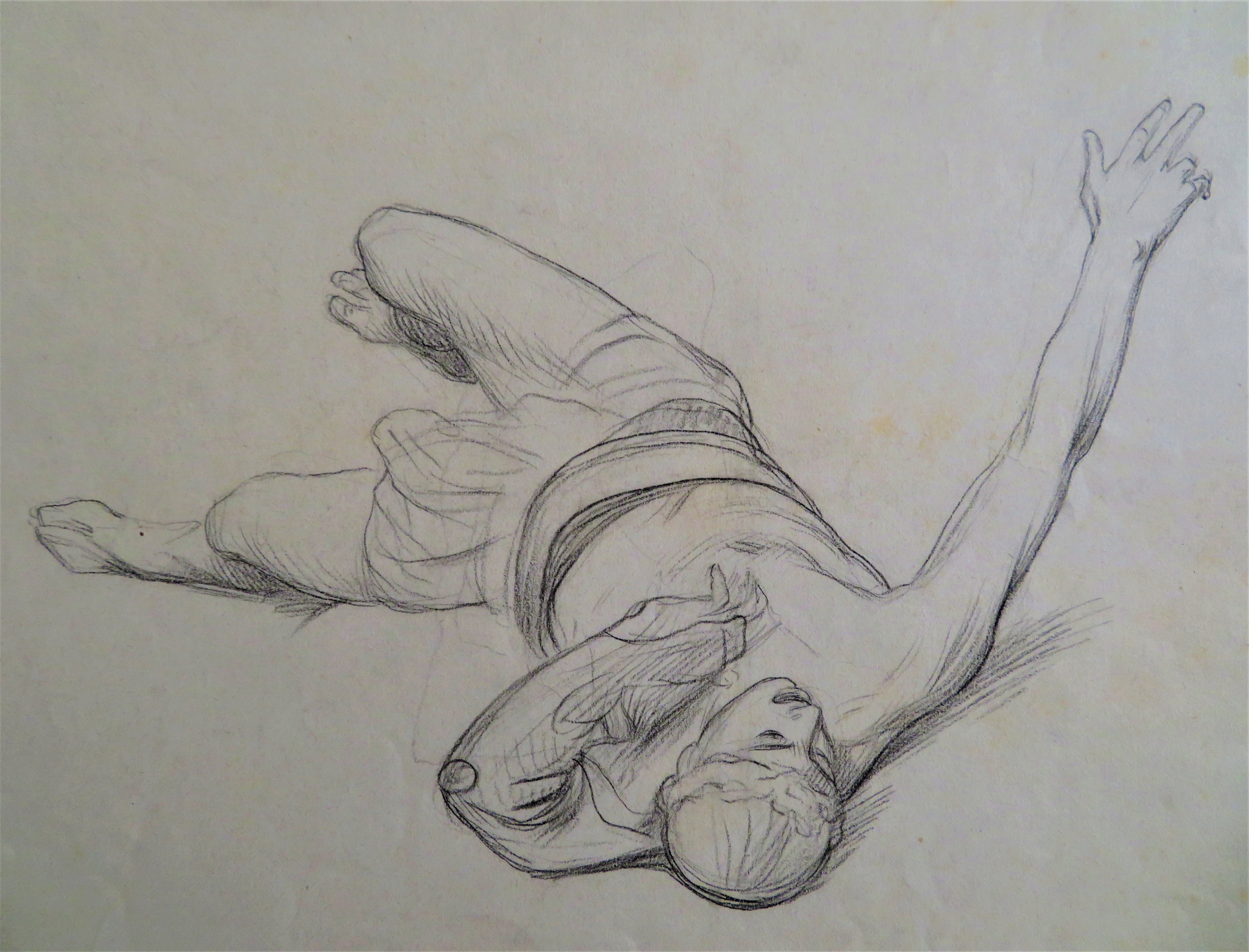
Dessin préparatoire.

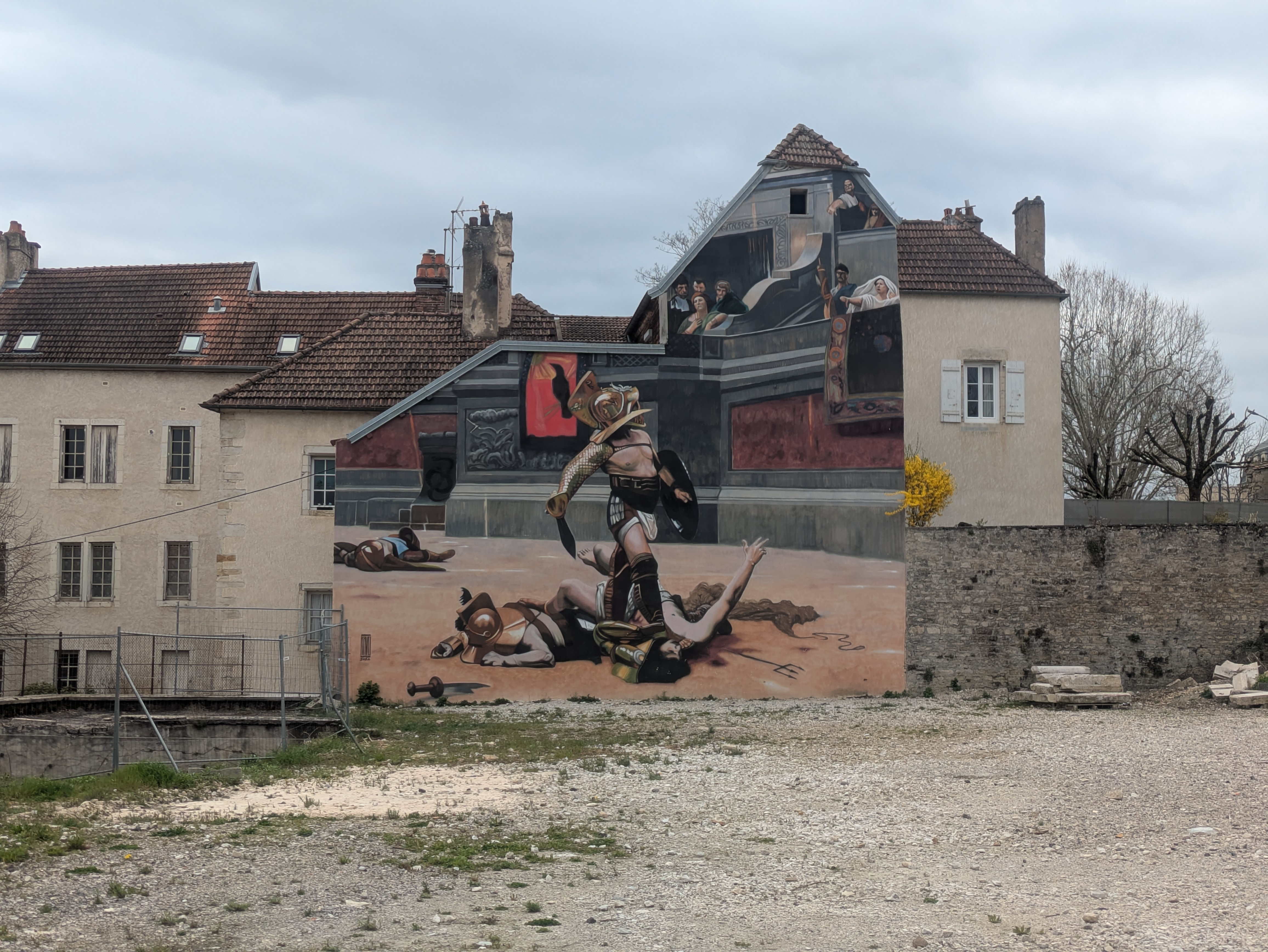
Fresque Pollice Verso à Vesoul

- Ce tableau a été repris sous la forme d'un tableau vivant lors d'une scène du film Quo vadis ? (1913) d'Enrico Guazzoni[10]
- Selon l'ouvrage Reconsidering Gérôme, ce tableau aurait inspiré l'idée du péplum Gladiator (2000) à Ridley Scott [11].
- La tableau a été reproduit sans autorisation en tapisserie par un atelier milanais en 1898. Après saisie et une amende de 500 F, un accord a été trouvé moyennant commission[12].
- Le tableau a été peint en 2024 sur une façade d'un immeuble à Vesoul par un artiste italien[13].